# Ieva Adomavičiūtė
Ieva Adomavičiūtė (3 de diciembre de 1994) es una deportista lituana que compitió en remo. Ganó una medalla de oro en el Campeonato Mundial de Remo de 2018 y una medalla de bronce en el Campeonato Europeo de Remo de 2018, en la ptrueba de doble scull.

## Palmarés internacional
| Campeonato Mundial | Campeonato Mundial    | Campeonato Mundial | Campeonato Mundial |
| Año                | Lugar                 | Medalla            | Prueba             |
| ------------------ | --------------------- | ------------------ | ------------------ |
| 2018               | Plovdiv (Bulgaria)    | Medalla de oro     | Doble scull        |
| Campeonato Europeo |                       |                    |                    |
| Año                | Lugar                 | Medalla            | Prueba             |
| 2018               | Glasgow (Reino Unido) | Medalla de bronce  | Doble scull        |